# Лиллис, Джонатон
Джонатон Ли́ллис (англ. Jonathon Lillis; род. 20 августа 1994 года, Рочестер) — американский фристайлист, выступающий в акробатике. Чемпион мира.

## Карьера
В 2009 году Джонатон Лиллис начал активно выступать в североамериканском кубке по фристайлу. В начале 2011 года он смог завоевать первый подиум и первую победу на этапе этого турнира.
В кубке мира дебютировал в январе 2011 года на этапе в канадском Монт-Габриэле, где занял 35-е место. Через год на том же этапе впервые пробился в десятку лучших, став восьмым. В том же году стал вице-чемпионом мира среди юниоров на первенстве в итальянском Вальмаленко.
На чемпионате мира дебютировал в 2013 году в Норвегии, где занял 24-е места. Два года спустя в австрийском Крайшберге занял седьмую строчку.
В сезоне 2015/16 американец впервые вошёл в десятку сильнейших акробатов по итогам Кубка мира. В этом же сезоне Лиллис впервые попал на кубковый подиум, став вторым на соревнованиях в Москве.
В 2017 году на чемпионате мира в испанской Сьерра-Неваде не имевший кубковых побед американец неожиданно выиграл золотую медаль, опередив на пять баллов триумфатора двух предыдущих чемпионатов Ци Гуанпу из Китая.